# Campo de tiro de Bútovo
El campo de tiro de Bútovo (en ruso Бутовский полигон) es el nombre de un lugar donde más de 20.000 presos políticos fueron fusilados durante el Gran Terror de la Unión Soviética y, más tarde, ente 1938 y 1953. Se encuentra ubicado en el distrito de Yúzhnoye Bútovo, de Moscú, cerca del pueblo de Drózhzhino (en ruso Дрожжино). Entre los fallecidos en Bútovo se cuentan Gustav Klutsis, Serguéi Efrón (marido de Marina Tsvetáyeva), Serafim Chichágov y un cierto número de sacerdotes ortodoxos más tarde canonizados como los Nuevos Mártires. La Iglesia Ortodoxa Rusa se hizo cargo de la propiedad del terreno en 1995 y levantó ahí una conocida iglesia como monumento al recuerdo. Las fosas comunes se pueden visitar los fines de semana.

## Historia
Hasta el siglo XIX el lugar estuvo ocupado por un pequeño asentamiento llamado Kosmodemyánskoye Drózhino, atestiguado desde 1568 como propiedad de un boyardo local, Fiódor Drozhin. El propietario de la finca en 1889 era N. M. Solovov, que lo había convertido en un criadero de caballos y había construido un hipódromo allí. Su descendiente, I. I. Zimin, donó el criadero al Estado después de la Revolución de Octubre a cambio del derecho a huir del país. La granja pasó a ser propiedad del Ejército Rojo. 

En la década de 1920 el sitio, ahora llamado oficialmente Bútovo, fue cedido a la temida OGPU. En 1935 se convirtió en un pequeño campo de tiro de la NKVD. Los terrenos restantes de la antigua granja fueron ocupadas por un sovjoz, Communarka, y por la dacha de Guénrij Yagoda.

### Grandes purgas

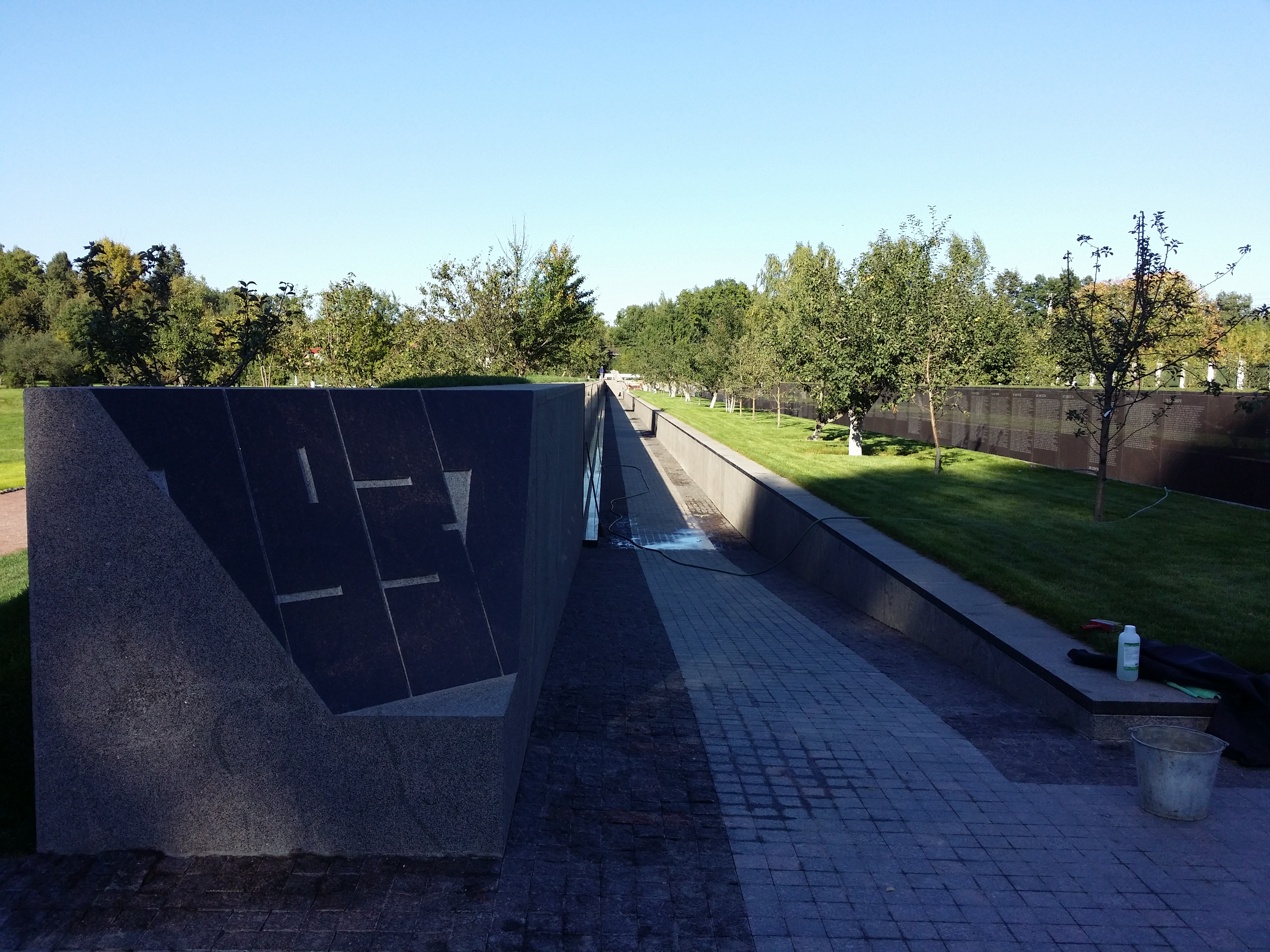
Un muro en un jardín conmemorativo con los nombres de unas 20.000 víctimas.

El 31 de julio de 1937, la NKVD emitió el Decreto n.º 00447 "Sobre la operación de represión de ex kulaks, criminales y otros elementos antisoviéticos", y la represión política que siguió resultó en grandes cuotas de condenas a muerte y ejecuciones. Los cementerios locales en Moscú no pudieron acomodar el gran volumen de víctimas de purgas ejecutadas en las cárceles de la zona. Para abordar el problema, la NKVD asignó dos nuevas instalaciones especiales, el campo de tiro de Bútovo y el campo de fusilamiento de Communarka, para que sirvan como una combinación de lugar de ejecución y fosa común.
El 8 de agosto de 1937, las primeras 91 víctimas fueron transportadas a Bútovo desde las cárceles de Moscú. Durante los siguientes 14 meses, 20,761 fueron ejecutados y posteriormente enterrados en el sitio, con otros 10,000 a 14,000 disparos y enterrados en el cercano campo de fusilamiento de Communarka ubicado a 5 millas (8,0 km) al noroeste. En promedio, 50 personas fueron ejecutadas por día durante la Gran Purga, y algunos días no hubo ejecuciones, mientras que en otros cientos fueron fusilados. Los registros indican que el día de mayor actividad fue el 28 de febrero de 1938, cuando se ejecutó a 562 personas.

Las últimas 52 víctimas de las purgas de Stalin fueron ejecutadas en Bútovo el 19 de octubre de 1938. Después de 1938, Bútovo ya no se utilizó como lugar de ejecución masiva, sino que continuó utilizándose para el entierro de los ejecutados en las prisiones de Moscú. Un campo de prisioneros de guerra alemanes se estableció cerca de Bútovo durante la Segunda Guerra Mundial, y los prisioneros fueron utilizados en trabajos forzados para construir la carretera de Varsovia. Los que estaban demasiado enfermos o agotados para trabajar fueron fusilados y arrojados a las zanjas de Bútovo. La oficina del comandante estaba ubicada a solo 100 metros de las zanjas funerarias y más tarde se convirtió en un refugio para los oficiales superiores de la NKVD que a menudo visitaba Lavrenty Beria. Sin embargo, las ejecuciones continuaron en lugares cercanos como Sukhanovka y Communarka hasta al menos 1941 y probablemente hasta 1953. La mayoría de las víctimas fueron llevadas a una barraca larga, aparentemente para un examen médico, donde se pasó lista y se reconciliaron a las personas con expedientes de archivo que incluían fotos. Estas mismas fotos de archivos NKVD servirían más tarde como memoriales a las víctimas. Solo después de completar el papeleo se pronunciaría la sentencia de muerte. Después del amanecer, los oficiales de la NKVD, a menudo borrachos del cubo de vodka que se les proporcionaba, escoltaban a los prisioneros fuera del cuartel y les disparaban a quemarropa en la nuca, a menudo con un revólver Nagant M1895. Las ejecuciones y entierros se realizaron sin previo aviso a los familiares y sin servicios funerarios civiles o eclesiásticos. Los familiares de los que recibieron disparos empezaron a recibir certificados recién en 1989 que indicaban la fecha exacta y la causa de la muerte.

### Víctimas
Las víctimas en Bútovo fueron consideradas "enemigas del pueblo" y procedían de todas las partes de la sociedad soviética y de diversas nacionalidades, y muchas de ellas murieron sin comprender de qué crímenes habían sido acusadas. Incluían trabajadores, campesinos, kulaks, ex Guardias Blancos y otros "elementos antisoviéticos", aristócratas rusos y la élite prerrevolucionaria, viejos bolcheviques, generales militares, deportistas, aviadores y artistas, "elementos sociales peligrosos" como vagabundos, mendigos, ladrones, delincuentes menores y los culpables de "agitación y propaganda antisoviética". Las víctimas eran mayoritariamente hombres (95,86%) y la mayoría tenía entre 25 y 50 años cuando fallecieron. Entre los ejecutados, 18 personas tenían más de 75 años y 10 eran niños de 15 años o menos. La persona más joven ejecutada fue Misha Shamonin, de 13 años, huérfano y niño de la calle, por el robo de dos hogazas de pan. Más de 60 nacionalidades diferentes también están representadas entre las víctimas, incluidos franceses, estadounidenses, italianos, chinos y japoneses. Cerca de 1000 clérigos ortodoxos rusos fueron ejecutados en Bútovo, así como el clero luterano, protestante y católico, principalmente de Polonia o Austria. En particular, el [campo de fusilamiento de Communarka fue testigo de ejecuciones de personalidades políticas y públicas de alto perfil de Lituania, Letonia, Estonia y líderes de la Comintern de Alemania, Rumania, Francia, Turquía, Bulgaria, Finlandia y Hungría. La mayoría de los principales líderes de Mongolia, incluido el ex primer ministro Agdanbuugiyn Amar y 28 asociados, fueron ejecutados en Communarka el 27 de julio de 1941.

### Proceso de ejecución
Las víctimas fueron detenidas tan pronto como las sentencias fueron dictadas por órganos no judiciales: comisiones de tres personas, " troikas", o de dos personas "dvoika", o del tribunal militar de la Corte Suprema. Luego fueron transportados a Butovo en camiones marcados como "Pan" o "Carne" para disfrazar las operaciones de los residentes locales. Algunos prisioneros serían asesinados inmediatamente a su llegada cuando su camión se inundó con monóxido de carbono y los cuerpos luego se desecharon en zanjas cercanas."

## Víctimas famosas
Entre los asesinados y enterrados en Bútovo están el comandante militar soviético Hayk Bzhishkyan, el estadista ruso Vladímir Dzhunkovsky, revolucionario y político bolchevique ruso Nikolái Krylenko, el pintor letón Aleksandr Drevin, la actriz de cine letona Marija Leiko, el obispo Serafim Chichágov, el príncipe Dmitri Shakovskoi, el fotógrafo letón Gustav Klutsis y más de 250 cuadros dirigentes del Partido Comunista de Alemania (KPD), por ejemplo Hermann Taubenberger y Walter Haenisch, que fueron eliminados con la aprobación explícita de los líderes del partido Wilhelm Pieck y Walter Ulbricht, en cierta medida chantajeado por la NKVD a través de Herbert Wehner, que en aquellos tiempos todavía era miembro del Politburó del Partido Comunista Alemán.

Víctimas de las purgas estalinistas que murieron en Bútovo
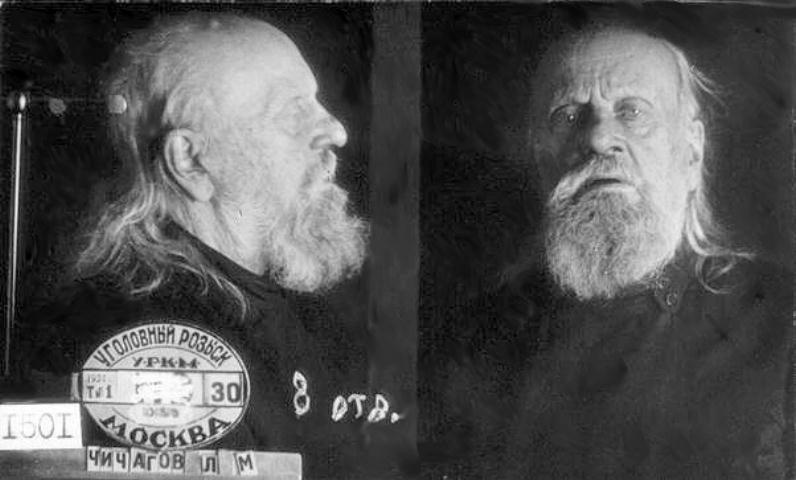
Serafim Chichágov antes de ser condenado a muerte y ejecutado.
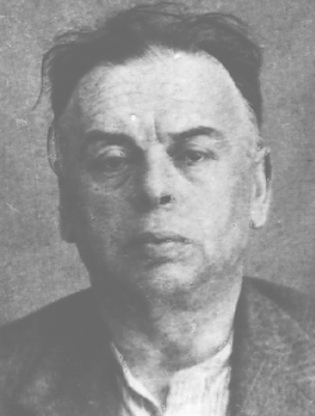
Béla Kun tras su arresto por la NKVD en 1937.
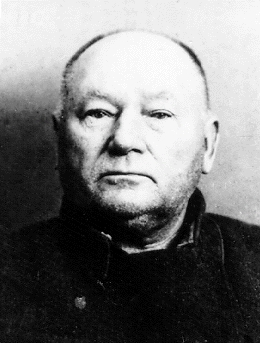
Jukums Vācietis después de su arresto por la NKVD en 1937.
Mural con imágenes de víctimas en Butovo.

## Legalidad

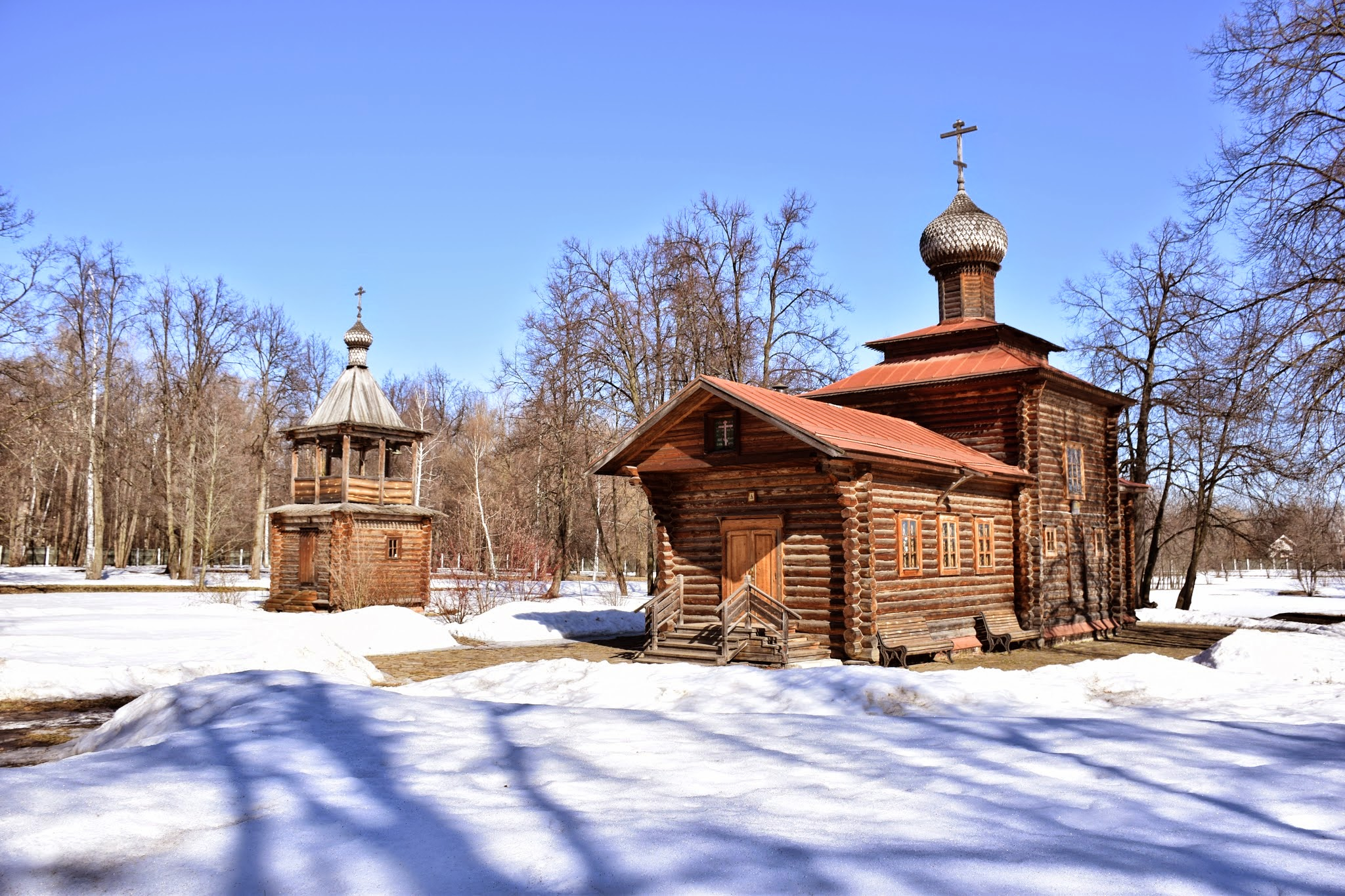
Iglesia de los Nuevos Mártires y Confesores de Rusia.

El campo de tiro de Bútovo estuvo fuertemente custodiado por la KGB soviética y, tras la disolución de la Unión Soviética en 1991, la FSK rusa hasta 1995. El 7 de junio de 1993, un pequeño grupo de activistas, funcionarios y algunos familiares de los que murieron en Butovo, visitó el sitio. En octubre de 1993, se inauguró una placa que decía "En esta zona del campo de tiro de Butovo, en 1937-1938, varios miles de personas fueron fusiladas en secreto y enterradas". Un año después, el interés de la Iglesia Ortodoxa Rusa en el sitio se despertó cuando los archiveros descubrieron que Serafim Chíchagov, el metropolitano de Leningrado y figura principal de la iglesia, fue asesinado allí. En 1995, las agencias de seguridad rusas transfirieron tanto a Bútovo como a Communarka a la Iglesia Ortodoxa Rusa para su "uso sin límite de tiempo". Una pequeña iglesia de madera, la iglesia de los Nuevos Mártires y Confesores de Rusia, se inauguró el 16 de junio de 1996. La iglesia de la Resurrección, una estructura de piedra blanca más grande, se completó en 2007.

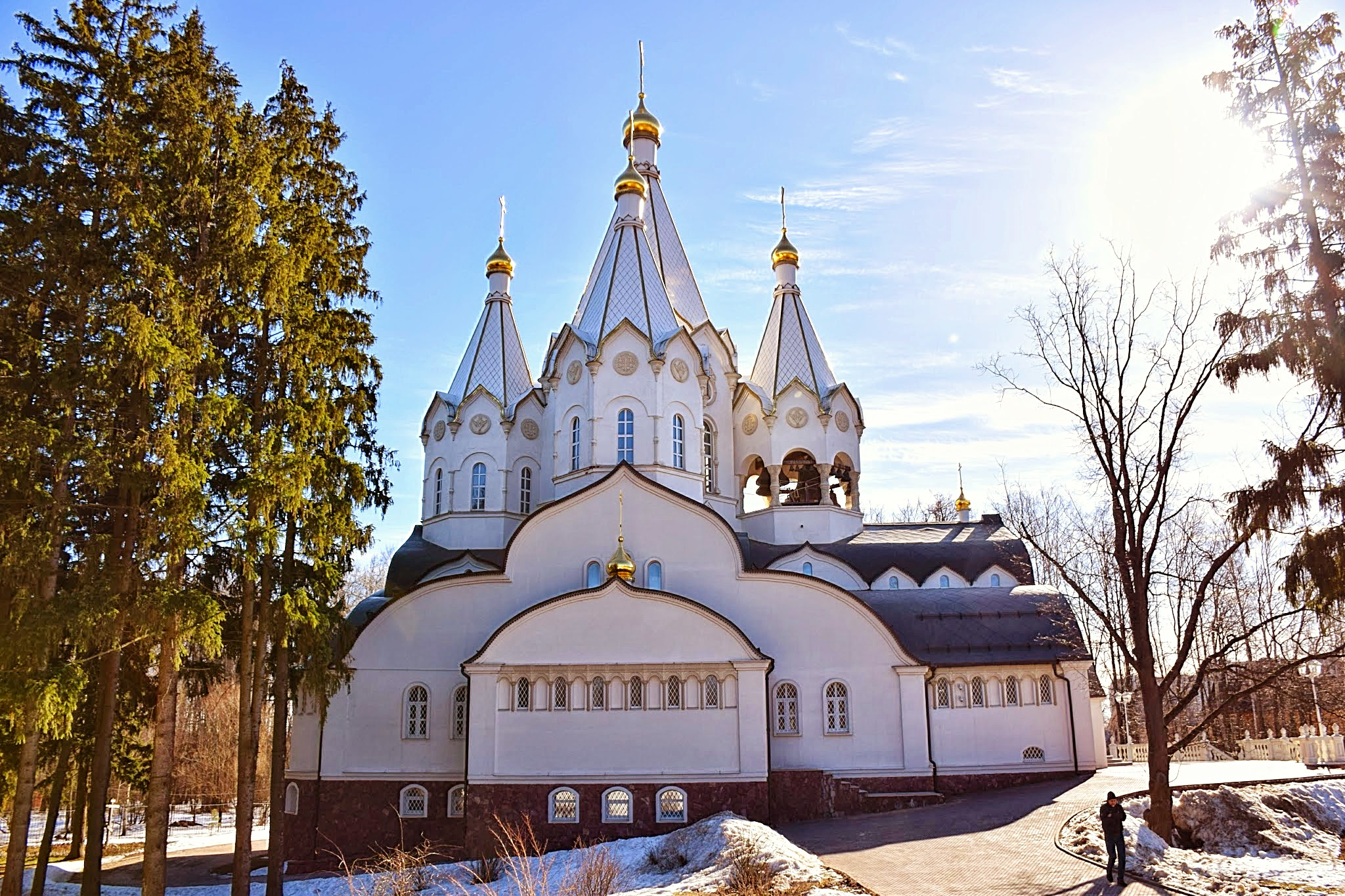
Iglesia de la Resurrección

El 30 de octubre de 2007, el presidente ruso Vladímir Putin conmemoró el 70 aniversario de las represiones visitando el campo de tiro de Bútovo, atribuyendo la muerte de las víctimas a los “excesos del conflicto político. La declaración de Putin fue criticada por algunos y señaló que esta declaración señalaba el fracaso de Putin, y tal vez de la sociedad rusa en su conjunto, para enfrentar el hecho de que las víctimas de Bútovo fueron asesinadas no porque fueran oponentes políticos de Stalin, sino simplemente debido a sus antecedentes, nacionalidades o simplemente porque estaban atrapados en el mecanismo de purga que buscaba reprimir o eliminar grandes franjas de posibles disidentes del gobierno de Stalin.
En septiembre de 2017, se inauguró un nuevo monumento, el “Jardín de la Memoria”. El monumento consta de dos losas de granito en las que están grabados los nombres de 20.762 personas que murieron en Bútovo. El monumento mide 984 pies de largo y 6.5 pies de alto.